# Błonie (Kraków)
Błonie – obszar Krakowa wchodzący w skład Dzielnicy XVIII Nowa Huta, w okolicy Nowej Wsi oraz Wyciąża. Do 1973 r. była to niewielka wieś.